# جوائز كأس العالم 2018
يعرض هذا المقال جوائز كأس العالم 2018 وهي الجوائز التي تقدم لبعض اللاعبين

## الجوائز

### جوائز اللاعبين
| الكرة الذهبية           | الكرة الفضية                | الكرة البرونزية         |
| ----------------------- | --------------------------- | ----------------------- |
| لوكا مودريتش            | إدين هازارد                 | أنطوان غريزمان          |
| الحذاء الذهبي           | الحذاء الفضي                | الحذاء البرونزي         |
| هاري كين                | أنطوان غريزمان              | روميلو لوكاكو           |
| 6 أهداف، 0 تمريرة حاسمة | 4 أهداف، 2 تمريرتين حاسمتين | 4 أهداف، 1 تمريرة حاسمة |
| القفاز الذهبي           |                             |                         |
| تيبو كورتوا             |                             |                         |
| أفضل لاعب شاب           |                             |                         |
| كيليان مبابي            |                             |                         |
| اللعب النظيف            |                             |                         |
| إسبانيا                 |                             |                         |

### الجوائز المالية
| المركز        | الجائزة (مليون دولار أمريكي $ ) | الجائزة (مليون دولار أمريكي $ ) |
| المركز        | نسخة 2014                       | نسخة 2018                       |
| ------------- | ------------------------------- | ------------------------------- |
| البطل         | 35                              | 38                              |
| الوصيف        | 25                              | 28                              |
| المركز الثالث | 22                              | 24                              |
| المركز الرابع | 20                              | 22                              |
| دور الثمانية  | 14                              | 16                              |
| دور الستة عشر | 9                               | 12                              |
| الدور الأول   | 8                               | 8                               |
| المجموع       | 338                             | 400                             |

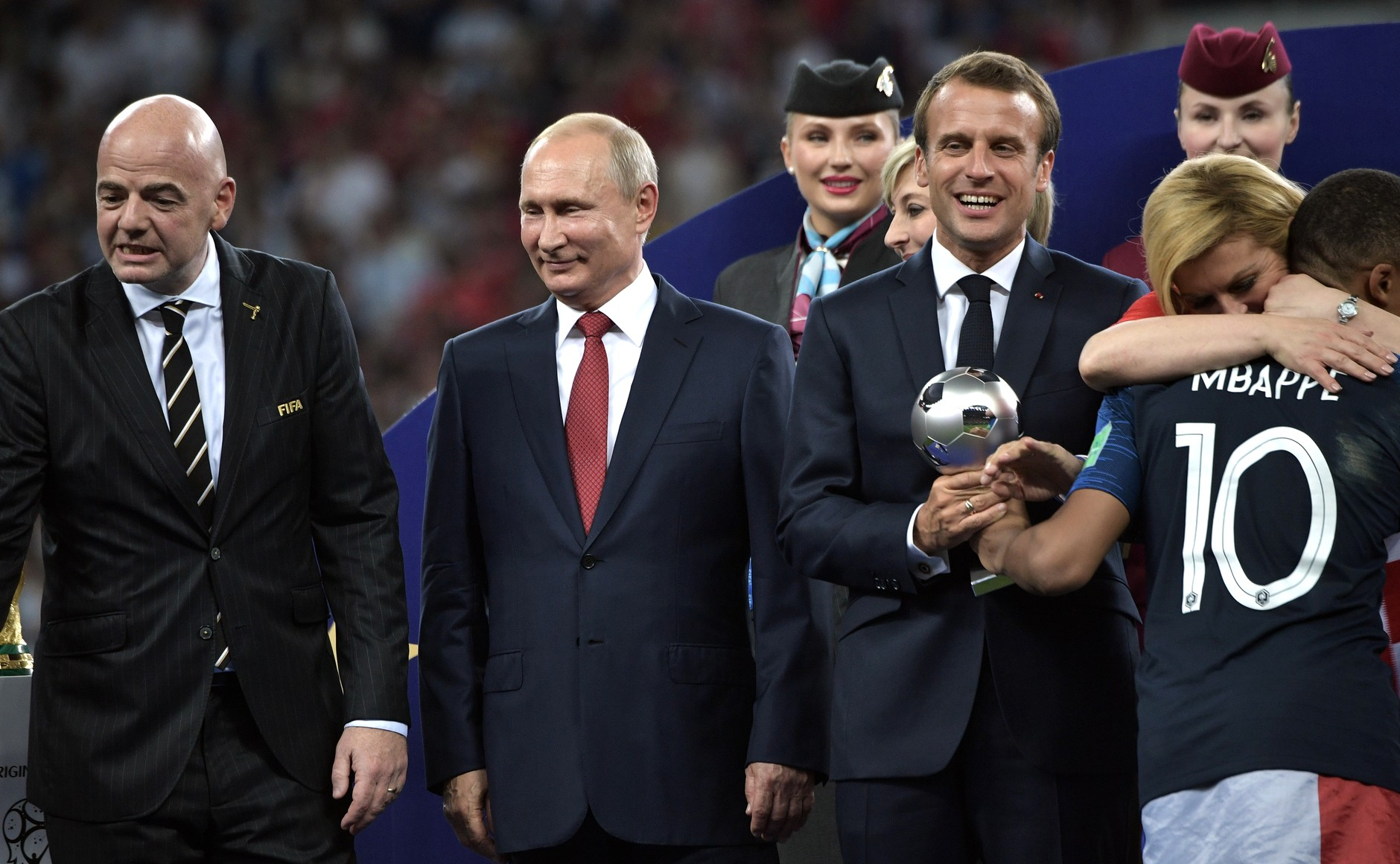
الفرنسي كيليان مبابي يستلم جائزة أفضل لاعب شاب في كأس العالم من الرئيس الفرنسي إيمانويل ماكرون.

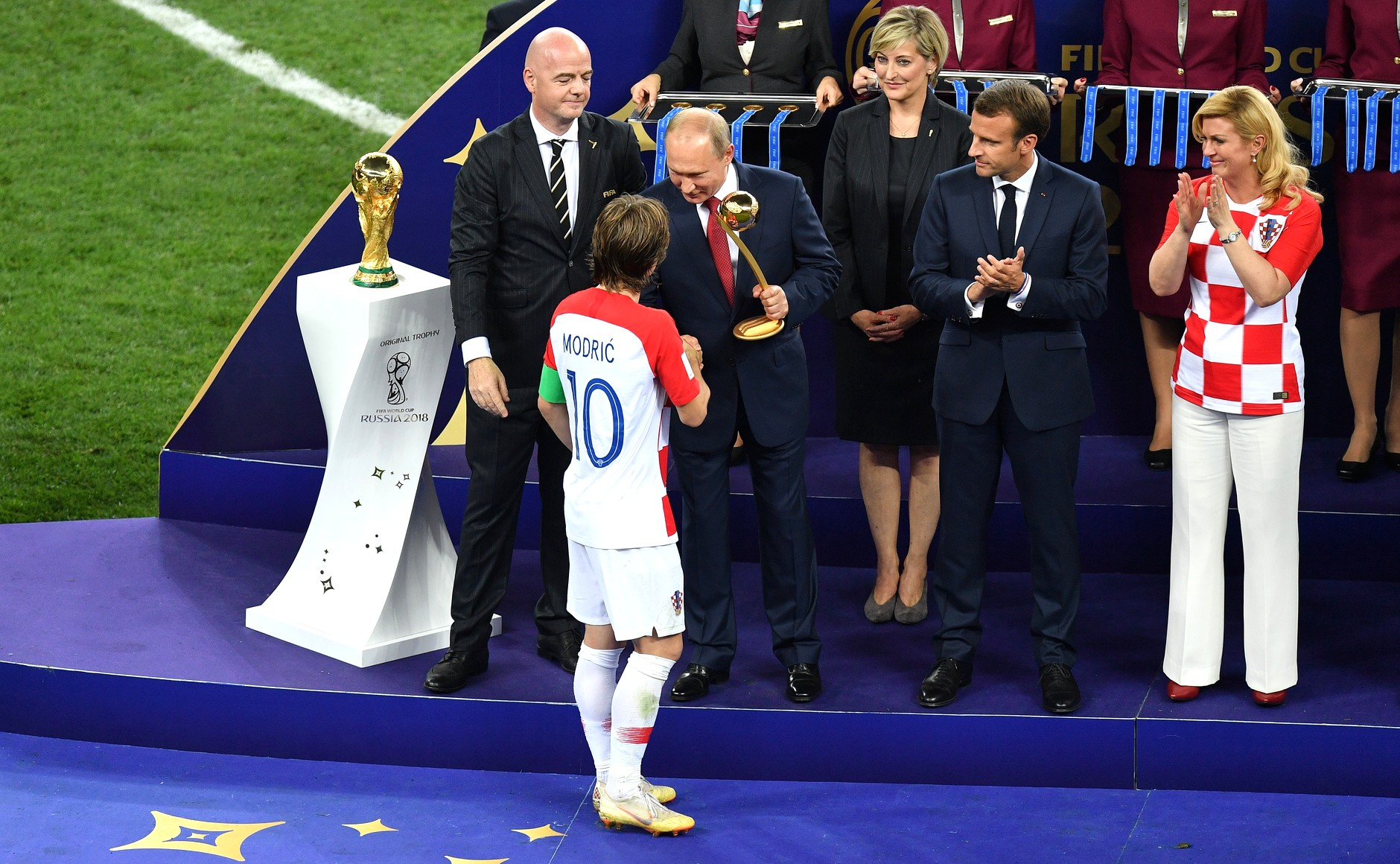
لوكا مودريتش وهو يستلم جائزة الكرة الذهبية من الرئيس الروسي فلاديمير بوتين.

أعلن الاتحاد الدولي لكرة القدم أن مجموع الجوائز المالية المقدمة في كأس العالم 2018، قد ارتفع عن النسخة 2014 المقامة في البرازيل بزيادة بسيطة بلغت 16.5%. حيث ارتفع إجمالي قيمة الجوائز المالية المقدمة إلى المنتخبات المشاركة في البطولة ومكافئات الفوز بالبطولة حوالي 60 مليون $ (52 مليون €). فبلغت جوائز هذه البطولة 400 مليون $ (422 مليون €) من غير احتساب قيمة التأمين المضافة وحصة الأندية نظير مشاركة لاعبيها مع منتخبات بلادهم، بينما بلغ إجمالي قيمة الجوائز المالية في نسخة 2014 ما يقارب 338 مليون $ (291 مليون €).
فقد رصد الاتحاد الدولي لكرة القدم مكافئة بلغت 38 مليون $ (32.7 مليون €) للمنتخب الفائز بلقب البطولة، بينما سيحصل الفائز بالمركز الثاني على جائزة مالية وقدرها 28 مليون $ (24.1 مليون €)، والفائز بالمركز الثالث سيحصل على 24 مليون $ (20.6 مليون €)، في حين أن صاحب المركز الرابع سيحصل على جائزة مالية قدرها 22 مليون $ (19 مليون €). حيث قام الاتحاد الاتحاد الدولي لكرة القدم بزيادة جوائز أصحاب المراكز الأربعة، ففي بطولة 2014، حصل المنتخب الفائز بلقب البطولة على مكافئة بلغت 35 مليون $، بينما حصل الفائز بالمركز الثاني على جائزة مالية قدرها 25 مليون $، والفائز بالمركز الثالث حصل على 22 مليون $، في حين أن صاحب المركز الرابع حصل على جائزة مالية قدرها 20 مليون $.
وقد أوضح الاتحاد الدولي لكرة القدم أن المنتخبات التي ستبلغ دور الثمانية ستحصل على جائزة مالية قدرها 16 مليون $ (13.7 مليون €)، بينما ستحصل المنتخبات التي ستبلغ الدور الستة عشر على جائزة مالية قدرها 12 مليون $ (10.3 مليون €)، بينما سيحصل كل منتخب يخرج من الدور الأول للبطولة على مبلغ وقدره 8 مليون $ (6.9 مليون €). حيث قام الاتحاد الاتحاد الدولي لكرة القدم بزيادة جوائز المنتخبات الواصلة لدور الثمانية من 14 مليون إلى 16 مليون $، والمنتخبات الواصلة لدور الستة عشر من 9 ملايين إلى 12 مليون $، بينما لم تشهد المنتخبات الخارجة من الدور الأول على أي زيادة.